# Kettős fejedelemség
A magyar kettős fejedelemség intézményéről, a honfoglalás előtti állapotot leírva a Dzsajháni-hagyományban Ibn Ruszta emlékezik meg, miszerint a magyarok 20 ezer lovassal vonulnak ki, főnökük neve a künde/kende, valójában azonban a dzsula/dzsila uralkodik felettük, az ő szavára hallgatnak háború és védelem dolgában. Gardézi ugyanezt mondja. A dzsulát a későbbi magyar nyelvi fejlemény gyula alakkal azonosíthatjuk. Ez a rendszer megegyezik a sztyeppei nagybirodalmak szakrális kettős királyságának intézményével, ami a Türk Birodalom, a Kazár Birodalom és a Ujgur Birodalom kormányzati rendszere is volt többek között.
A honfoglalás idején és után viszont a Bulcsú harka által Bizáncba, Bíborbanszületett Konstantin császárhoz vezetett küldöttség elmondása a forrásunk, ami nem szakrális kettős fejedelemségről, hanem egy valódi fejedelemről, a neki alárendelt gyula és még alacsonyabb harka tisztségről beszél, mint három fejedelemről. A három fejedelem még nem zárná ki a szakrális kettős királyságot, mert a többi sztyeppei birodalomban is voltak további főtisztségek, de Bulcsú nem említi, hogy a gyula lenne az igazi parancsoló, a fejedelemről megmondja, hogy az ő neve Falicsi, és ő tűnik az igazi parancsolónak. A korábbi kettős fejedelemség eddigre tehát megszűnt. Bulcsú másik érdekes megjegyzése, hogy Árpád fejedelem előtt a magyaroknak soha más fejedelme nem volt.

## A kettős fejedelemség időszaka

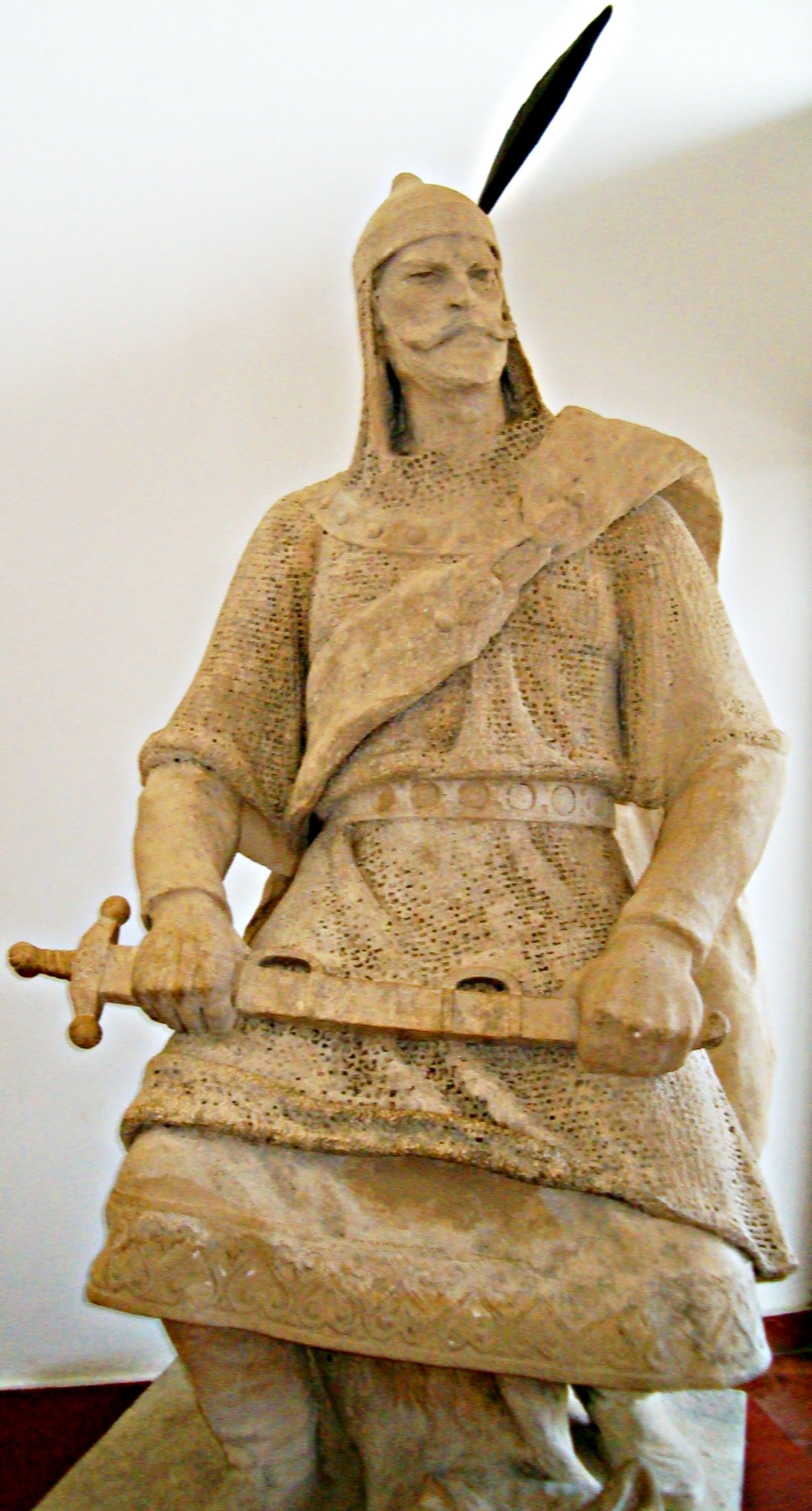
Árpád nagyfejedelem szobra Ópusztaszeren. Egy ismert nézet szerint Kurszán a kende tisztség viselőjeként a magyarok szakrális főfejedelme volt, Árpád pedig a gyulaként a hadvezér, s a honfoglaló magyarok a kazárokéhoz hasonló szakrális kettős királyság rendszerében éltek.

Valószínűleg elfogadhatjuk, hogy a magyarok a kazárokhoz hasonló kettős fejedelemség rendszerében éltek, egy időben velük, de tőlük függetlenül, mivel másik sztyeppei szakralitással rendelkező uralkodó nem lehetett volna egy birodalomban a kazár il-kagán mellett. Ebben az időben, úgy tűnik, a kende volt a címe a szakrális uralkodónak. Talán a kagán, ka'an alakból eredeztethető a magyar kende alak, vagy a kende nem kagán, jó okkal?
A Dzsajháni-hagyományban ibn Ruszta dzsula gyula tisztsége megfeleltethető a kazár nagy kagán melletti kagán-bégnek, aki a valódi parancsoló volt a birodalomból. A dzsula az a fáklya volt, amit a kagán elé mezítláb járulva meg kellett gyújtania és melléülnie a trónra, ha az köszöntötte őt. Ez utóbbi ceremóniát ibn Fadlán örökítette meg. Dzsajháni is hasonlóan ír, de ő a második királyt nem kagán-bégnek, hanem isadnak nevezi.

## A kettős fejedelemség megszűnte
Talán Levedi fejedelem története mögött lehet – Róna-Tas András szerint – a kettős fejedelemség megszűnésének leírása, átfordítva az ekkor hatalomra kerülő Árpád-ház utólagos legitimációs átfestése alakjában. A szakralitást valószínűleg az azzal rendelkező türk kagánoktól lehetett megszerezni, s azzal Levedi rendelkezhetett, míg Álmos és Árpád meg nem fosztották a főhatalomtól. Ők viszont új dinasztiaként, nem tudták a szakralitást felépíteni. Levedi mindenesetre elég fontos személy lehetett ahhoz, hogy az Árpád-ház megemlékezzen róla, még ha csak úgy is mint aki "nem vállalta a hatalmat" ami egy nagyon életszerűtlen viselkedés lett volna Leveditől. Levedi valószínűleg a kazár kagán rokona, a türkök óta a sztyeppei szakralitást birtokló Asina-klán tagja volt. Az ilyen dinasztiák hosszú ideig játszottak jelentős szerepet a sztyeppei történelemben. Még Timur Lenknek is problémát okozott, hogy nem Dzsingisz kán leszármazottja volt.

## A kettős fejedelemség utáni időszak
Bíborbanszületett Konstantin a Bulcsú harka vezetésével nála járt magyar küldöttség elmondása alapján azt írja, hogy a magyarok első vezetője, a fejedelem (arkhón) mellett két fontos tisztség volt, a nagyobbik rangú gyila és a kisebbik rangú karha. Ha ez megfelel a türk rendszernek, akkor a harmadik tisztség, a karha megfelel a kazár yiltever és keleti türk elteber címnek, aki a csatlakozott idegen népeket irányította. Azaz a karha – mai alakban horka – a kabarok három törzsének vezetője lenne. A császár viszont itt nem említi a kende címet, a fejedelem a görög arkhón alakban szerepel. Bulcsú megmondta azt is, hogy a fejedelem akkor Falicsi volt. A leírás azt sejteti, hogy a fejedelem hatalma valódi és egyszemélyes volt ekkor, különben említene egy ilyen különleges rendszert, a szakrális kettős királyságot, amit a források korábban a kazárok és a magyarok esetén is leírnak.
Kérdés, hogy a honfoglalás, azaz Árpád fejedelem és Kurszán fejedelem idején létezett-e ilyen rendszer. Az igen választ azzal szokták alátámasztani, hogy a későbbi krónikás hagyomány szerint „Álmos nem jöhetett be Pannóniába” ezért „Erdélyben” megölték, azaz ez szakrális gyilkosság lett volna. 895 és 900 között Arnulf császár szövetségeseként csak az annak birodalmába nem tartozó Pannónián kívüli területeket foglalták el, amiben Nagy-Morávia, a Duna–Tisza köze és Erdély benne voltak, azaz Erdélyben is benn volt már a 895-ben egyáltalán elfoglalandó országban Erdély és így Álmos, így ő nem azért halt meg, mert nem jöhetett „be”. A hunok és az avarok is ezt a területet foglalták el először, mint az eurázsia sztyeppe legnyugatibb nyúlványát, ami még kívül esett a római/frank birodalmon. Pannónia elfoglalására az Arnulf halála miatt felbomló szövetség után került sor Kurszán fejedelem vezetésével, aki előtte és utána is vezető szerepet játszott a kabarokkal együtt a nyugati hadjáratokban egészen 904-es meggyilkolásáig. Kurszán katonai szerepe kizárja a szakrális királyi, azaz kende tisztségét, viszont összhangban van a harka tisztséggel. Róna-Tas András felvetése szerint ő talán – nem bizonyítható – Árpád öccse lehetett. Árpádnak egyébként nem tudunk egyetlen testvéréről sem, ami egy valószerűtlen helyzet, hiszen neki is volt legalább öt fia. Ha mégis lehet valami tartalma a „Kende fia Kurszán”-nak, akkor ez a kende esetleg mégis Álmos lehetne, de akkor is zavaró a krónikás hagyomány „a magyaroknak Álmos és Árpád előtt más fejedelmük nem volt” közlése.
Bulcsú harkáról biztosan tudjuk, hogy nem tartozott Árpád családjához, és már az ő apja, Káli is viselte a harka tisztséget. Kálitól származik egyébként a Kál nemzetség, és a Káli-völgy az ő nevét viseli. A gyula tisztség fontossága is csökkent, az István királyról szóló történetek szerint az erdélyi „Gyulák” viselték. A későbbi krónika nem tudta, hogy ez nem személynév, hanem tisztség volt.

## A honfoglaló magyarság kettős fejedelemségének forráskritikája
B. Szabó János és Sudár Balázs véleménye szerint Ibn Ruszta szövegrészlete (ún. Dzsajhání-hagyomány köre) nem a Kárpát-medencébe vándorló magyarságról szól, az adott muszlim források a korban nem is látnak el régiónkig. A feltételezést, hogy a honfoglaló magyaroknál szakrális fejedelem lett volna, Róna-Tas András is elutasítja, minden forrásalapot nélkülözőnek és valószínűtlennek tartja.

## Külső hivatkozások
- Kmoskó Mihály: A magyar őstörténet muszlim forrásai (Aetas)